# Comic Beam
Comic Beam (яп. コミックビーム комикку би:му), также Monthly Comic Beam, Gekkan Comic Beam (яп. 月刊コミックビーム), ранее ASCII Comic — ежемесячный японский журнал манги для мужчин (сэйнэн), выпускаемый издательством Enterbrain с ноября 1995 года. По неофициальным данным, его тираж составляет 25 тыс. экземпляров. Работы, публикующиеся в журнале, впоследствии издаются отдельными танкобонами под импринтом «Beam Comix». Первоначально издавался компанией ASCII. После отделения Enterbrain в апреле 2000 года Comic Beam был переведён в новое издательство.
В Comic Beam печаталась такая как Astral Project Tsuki no Hikari (яп. Astral Project 月の光) Сюдзи Такэи и Marginal, Bambi and Her Pink Gun Ацуси Канэко, Desert Punk Усунэ Масатоси, Fancy Gigolo Peru (яп. ファンシージゴロ▼ペル) Дзюнко Мидзуно, King of Thorn Юдзи Ивахары, Wandering Son Такако Симуры, Yajikita in Deep (яп. 弥次喜多 in DEEP) Котобуки Сирагари и наиболее известная Emma Каору Мори.

## Манга

### В процессе выхода
- Akanekono Akuma (あかねこの悪魔)
- Imuri (イムリ)
- Gakeppuchi nikki (がけっぷち漫金日記)
- Genkai Shuuraku Onsen (限界集落温泉)
- Shumi no Miseyoroppa (趣味の店 ヨーロッパ)
- Scatter -Anata ga kokoni ite hoshii- (SCATTER -あなたがここにいてほしい-)
- Desert Punk
- Soil (ソイル)
- Taitei no Ken (大帝の剣)
- Chimamire Sukeban Chenso (血まみれスケバン・チェーンソー)
- Thermae Romae (テルマエ・ロマエ)
- Choukoudou Shujin (澄江堂主人)
- Niwasaki Anbai (庭先塩梅)
- Haiboku DNA (敗北DNA)
- Wandering Son
- Manga Gokudou (まんが極道)
- Minwa Bonbon (民話ボンボン)
- Yoruha Sen no Meomotsu (夜は千の眼を持つ)